# Annie Hacker
Anne "Annie" Hacker je fiktivní postava v britských televizních seriálech Jistě, pane ministře a Jistě, pane premiére. Postavu ztvárnila britská herečka Diana Hoddinott. Annie je manželkou Jima Hackera, ministra pro administrativní záležitosti. V poslední epizodě seriálu Jistě, pane ministře (Stranické hrátky) jejího manžela jmenují ministerským předsedou Spojeného království a tuto pozici zastává i v seriálu Jistě, pane premiére.

## Vlastnosti a život postavy
Annie představuje frustrovanou manželku politika, které se nelíbí ztráta soukromí, způsobená Jimovým zaměstnáním. S manželem mají dceru Lucy, která je sice mnohokrát zmiňována, avšak v seriálu se objeví pouze jednou. Přestože Lucy již studuje vysokou školu, vypadá Annie Hacker o hodně mladší než její manžel (herečka Diana Hoddinott byla skoro o dvacet let mladší než Paul Eddington, představitel Jima Hackera).